# Vlaamse Aardbeiencross
Le Vlaamse Aardbeiencross (en français : cyclo-cross des fraises) est une course de cyclo-cross disputée depuis 1987 à Hoogstraten puis à Merksplas depuis 2019, dans la Province d'Anvers, en Belgique. Il fait partie du calendrier de l'Union cycliste internationale ainsi que du Superprestige depuis l'édition 1998-1999.
En raison de la tempête Ciara, l'épreuve n'est pas organisée en février 2020. Elle est par contre organisée en novembre de la même année, dans le cadre du Superprestige 2020-2021.

## Palmarès

### Hommes élites
| Année | Vainqueur              | Deuxième            | Troisième              |
| ----- | ---------------------- | ------------------- | ---------------------- |
| 1987  | Wim Lambrechts         |                     |                        |
| 1988  | Wim Lambrechts         |                     |                        |
| 1989  | Kurt De Roose          |                     |                        |
| 1990  | Wim Lambrechts         |                     |                        |
| 1991  | Dirk Pauwels           | Rudy Thielemans     | Frank van Bakel        |
| 1993  | Gustaaf Van Bouwel     |                     |                        |
| 1994  | Paul Herijgers         | Danny De Bie        | Peter Willemsens       |
| 1995  | Peter Willemsens       |                     |                        |
| 1996  | Paul Herijgers         |                     |                        |
| 1997  | Peter Willemsens       | Richard Groenendaal | Adrie van der Poel     |
| 1998  | Bart Wellens           | Erwin Vervecken     | Daniele Pontoni        |
| 1999  | Sven Nys               | Bart Wellens        | Richard Groenendaal    |
| 2000  | Mario De Clercq        | Richard Groenendaal | Sven Nys               |
| 2001  | Erwin Vervecken        | Mario De Clercq     | Sven Nys               |
| 2003  | Sven Nys               | Arne Daelmans       | Bart Wellens           |
| 2004  | Erwin Vervecken        | Tom Vannoppen       | Bart Wellens           |
| 2005  | Sven Nys               | Bart Wellens        | Richard Groenendaal    |
| 2006  | Sven Nys               | Erwin Vervecken     | Sven Vanthourenhout    |
| 2007  | Sven Nys               | Richard Groenendaal | Gerben de Knegt        |
| 2008  | Niels Albert           | Zdeněk Štybar       | Sven Vanthourenhout    |
| 2009  | Sven Nys               | Niels Albert        | Bart Wellens           |
| 2009  | Niels Albert           | Zdeněk Štybar       | Sven Nys               |
| 2011  | Sven Nys               | Niels Albert        | Kevin Pauwels          |
| 2012  | Tom Meeusen            | Kevin Pauwels       | Sven Nys               |
| 2013  | Sven Nys               | Klaas Vantornout    | Kevin Pauwels          |
| 2014  | Sven Nys               | Klaas Vantornout    | Niels Albert           |
| 2015  | Mathieu van der Poel   | Kevin Pauwels       | Wout van Aert          |
| 2016  | Mathieu van der Poel   | Wout van Aert       | Tom Meeusen            |
| 2017  | Mathieu van der Poel   | Wout van Aert       | Kevin Pauwels          |
| 2018  | Mathieu van der Poel   | Laurens Sweeck      | David van der Poel     |
| 2019  | Mathieu van der Poel   | Toon Aerts          | Corné van Kessel       |
| 2020  | Michael Vanthourenhout | Eli Iserbyt         | Laurens Sweeck         |
| 2021  | Eli Iserbyt            | Quinten Hermans     | Laurens Sweeck         |
| 2022  | Laurens Sweeck         | Lars van der Haar   | Michael Vanthourenhout |
| 2023  | Joris Nieuwenhuis      | Eli Iserbyt         | Niels Vandeputte       |
| 2024  | Laurens Sweeck         | Toon Aerts          | Lars van der Haar      |

### Femmes élites
| Année | Vainqueur            | Deuxième        | Troisième                |
| ----- | -------------------- | --------------- | ------------------------ |
| 2012  | Daphny van den Brand | Nikki Harris    | Pavla Havlíková          |
| 2013  | Sanne Cant           | Ellen Van Loy   | Sabrina Stultiens        |
| 2014  | Nikki Harris         | Sanne Cant      | Jolien Verschueren       |
| 2015  | Sanne Cant           | Helen Wyman     | Jolien Verschueren       |
| 2016  | Sanne Cant           | Sophie de Boer  | Nikki Harris             |
| 2017  | Sophie de Boer       | Helen Wyman     | Ellen Van Loy            |
| 2018  | Sanne Cant           | Maud Kaptheijns | Helen Wyman              |
| 2019  | Sanne Cant           | Annemarie Worst | Denise Betsema           |
| 2020  | Lucinda Brand        | Denise Betsema  | Ceylin Alvarado          |
| 2021  | Lucinda Brand        | Annemarie Worst | Denise Betsema           |
| 2022  | Ceylin Alvarado      | Denise Betsema  | Inge van der Heijden     |
| 2023  | Ceylin Alvarado      | Lucinda Brand   | Marion Norbert-Riberolle |
| 2024  | Ceylin Alvarado      | Lucinda Brand   | Marie Schreiber          |

### Hommes espoirs
| Année | Vainqueur             | Deuxième               | Troisième              |
| ----- | --------------------- | ---------------------- | ---------------------- |
| 2003  | Thijs Verhagen        | Bart Aernouts          | Martin Bína            |
| 2004  | Wesley Van Der Linden | Kevin Pauwels          | Klaas Vantornout       |
| 2005  | Niels Albert          | Kevin Pauwels          | Rob Peeters            |
| 2006  | Niels Albert          | Eddy van IJzendoorn    | Zdeněk Štybar          |
| 2007  | Niels Albert          | Zdeněk Štybar          | Rob Peeters            |
| 2008  | Jempy Drucker         | Vincent Baestaens      | Thijs van Amerongen    |
| 2009  | Philipp Walsleben     | Jan Denuwelaere        | Tom Meeusen            |
| 2009  | Róbert Gavenda        | Paweł Szczepaniak      | Tom Meeusen            |
| 2011  | Vincent Baestaens     | Jim Aernouts           | Joeri Adams            |
| 2012  | Laurens Sweeck        | Tim Merlier            | Mike Teunissen         |
| 2013  | Wietse Bosmans        | Gianni Vermeersch      | Toon Aerts             |
| 2014  | Wout van Aert         | Toon Aerts             | Michael Vanthourenhout |
| 2015  | Laurens Sweeck        | Michael Vanthourenhout | Diether Sweeck         |
| 2016  | Eli Iserbyt           | Daan Soete             | Quinten Hermans        |
| 2017  | Joris Nieuwenhuis     | Eli Iserbyt            | Quinten Hermans        |
| 2018  | Eli Iserbyt           | Thijs Aerts            | Jens Dekker            |
| 2019  | Eli Iserbyt           | Thomas Pidcock         | Ben Turner             |

### Hommes juniors
| Année | Vainqueur            | Deuxième            | Troisième               |
| ----- | -------------------- | ------------------- | ----------------------- |
| 2001  | Krzysztof Kuzniak    | Kevin Pauwels       | Dieter Vanthourenhout   |
| 2003  | Lars Boom            | Eddy van IJzendoorn | Sebastian Langeveld     |
| 2004  | Niels Albert         | Thijs van Amerongen | Jempy Drucker           |
| 2005  | Wim Leemans          | Rik van IJzendoorn  | Davy De Scheemaeker     |
| 2006  | Boy van Poppel       | Kevin Cant          | Tom Meeusen             |
| 2007  | Vincent Baestaens    | Ramon Sinkeldam     | Joeri Adams             |
| 2008  | Arnaud Jouffroy      | Sean De Bie         | Stef Boden              |
| 2009  | Wietse Bosmans       | Tijmen Eising       | Michiel van der Heijden |
| 2009  | Émilien Viennet      | Laurens Sweeck      | Michiel van der Heijden |
| 2011  | Diether Sweeck       | Laurens Sweeck      | Douwe Verberne          |
| 2012  | Mathieu van der Poel | Wout van Aert       | Quentin Jauregui        |
| 2013  | Mathieu van der Poel | Martijn Budding     | Thijs Aerts             |
| 2014  | Yannick Peeters      | Johan Jacobs        | Thijs Aerts             |
| 2015  | Eli Iserbyt          | Johan Jacobs        | Max Gulickx             |
| 2016  | Jens Dekker          | Florian Vermeersch  | Seppe Rombouts          |
| 2017  | Jelle Camps          | Thymen Arensman     | Ryan Kamp               |
| 2018  | Ryan Kamp            | Niels Vandeputte    | Pim Ronhaar             |
| 2019  | Thibau Nys           | Ryan Cortjens       | Witse Meeussen          |
| 2020  | non-organisé         | non-organisé        | non-organisé            |
| 2021  | David Haverdings     | Aaron Dockx         | Jelte Jochems           |
| 2022  | Wies Nuyens          | Floris Haverdings   | Lars Van Loocke         |
| 2023  | Lars Daelmans        | Axel Van Den Broek  | Ieben Jacobs            |
| 2024  | Giel Lejeune         | Lars Daelmans       | Mats Vanden Eynde       |